# Un soffio al cuore di natura elettrica
| Recensione | Giudizio |
| ---------- | -------- |
| Ondarock   |          |

Un soffio al cuore di natura elettrica è un album live di Franco Battiato, registrato al concerto tenutosi al Nelson Mandela Forum di Firenze il 17 febbraio 2005. Per esigenze commerciali, la casa discografica ha ridotto la durata del disco a circa 60 minuti, tagliando drasticamente moltissimi pezzi.
Il disco è uscito in due versioni, una CD+DVD e l'altra DVD+CD entrambe con contenuto identico; il DVD presenta la registrazione video degli stessi brani del CD.
Il testo dell'inedito Come away death è tratto dalla poesia di William Shakespeare "Dirge of Love", musicato dal compositore inglese Roger Quilter. Il testo di Sarcofagia è ispirato all'opera dello scrittore e filosofo greco Plutarco Sul mangiare carne.
La pubblicazione di questo disco è stata voluta più dalla casa discografica che da Battiato. In un'intervista a La Stampa del 24 novembre 2005, alla domanda «Anche lei si cimenta nel disco-concerto più DVD, caro Battiato. Di sua spontanea volontà?», l'artista ha infatti dichiarato «No, l'ha voluto la casa discografica».

## Tracce
Tra parentesi è indicato l'album di provenienza.
1. Come away death - (inedito) - 2.46 (Roger Quilter)
2. Tra sesso e castità - (Dieci stratagemmi) - 3.24 (Sgalambro-Battiato)
3. Strani giorni - (L'imboscata) - 3.59 (Sgalambro-Fenner-Battiato)
4. I'm that - (Dieci stratagemmi) - 3.33 (Sgalambro-Battiato)
5. Auto da fé - (Gommalacca) - 3.59 (Sgalambro-Battiato)
6. Le aquile non volano a stormi - (Dieci stratagemmi) - 3.28 (Sgalambro-Yajima-Battiato)
7. Shock in my town - (Gommalacca) - 4.24 (Sgalambro-Battiato)
8. Odore di polvere da sparo - (Dieci stratagemmi) - 3.29 (Sgalambro-Arcieri-Battiato)
9. Sarcofagia - (Ferro battuto) - 3.43 (Sgalambro-Battiato)
10. La cura - (L'imboscata) - 4.00 (Sgalambro-Battiato)
11. La porta dello spavento supremo - (Dieci stratagemmi) - 3.50 (Sgalambro-Wieck-Battiato)
12. Il mantello e la spiga - (Gommalacca) - 3.59 (Sgalambro-Battiato)
13. È stato molto bello - (Gommalacca) - 3.49 (Sgalambro-Battiato)
14. Voglio vederti danzare - (L'arca di Noè) - 3.40 (Battiato-Pio)
15. Impressioni di settembre - (Fleurs 3) - 3.42 (Mussida, Mogol, Pagani)
16. Cuccurucucù - (La voce del padrone) - 4.10 (Battiato-Pio)

## Musicisti
- Franco Battiato - voce, sintetizzatore
- Manlio Sgalambro - voce
- Kumi Watanabe - voce
- Cristina Scabbia - voce (traccia 4)
- Stefano Spallanzani - basso
- Andrea Polato - batteria
- Davide Ferrario (musicista) - chitarra
- Giorgio Mastrocola - chitarra
- Carlo Guaitoli - pianoforte, tastiera
- Angelo Privitera - tastiera, programmazione